# Michael Hohl

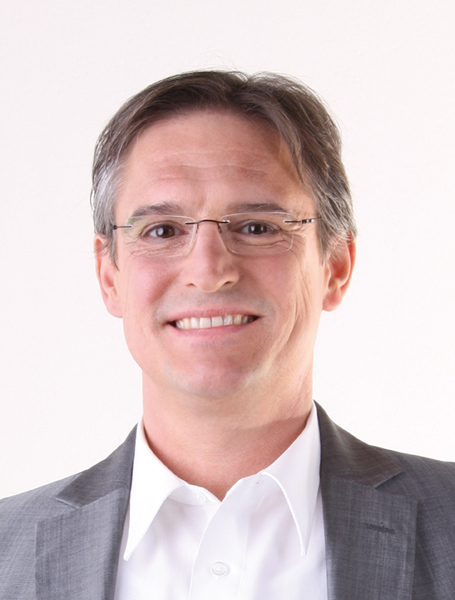
Michael Hohl, 2010

Michael Hohl (* 3. Dezember 1959 in Lahnstein) ist ein deutscher Jurist und Politiker (CSU). Er war vom 1. Mai 2006 bis zum 30. April 2012 Oberbürgermeister der Stadt Bayreuth.

## Leben
Michael Hohl schloss nach dem Abitur eine Bankkaufmannslehre ab. Seinen Grundwehrdienst absolvierte er in Veitshöchheim und Koblenz, ehe er 1981 das Studium der Rechtswissenschaften mit wirtschaftswissenschaftlicher Zusatzausbildung an der Universität Bayreuth begann. Nach einem Kurs an der London School of Economics zum englischen Recht und der Referendar-Zeit in Bayreuth und Bamberg, folgte begleitend zu einer Tätigkeit als wissenschaftlicher Assistent die Promotion in Bayreuth; seine Dissertation behandelte das Thema „Rechtliche Probleme der Nominierung von Leistungssportlern zu Wettkämpfen“. Von 1992 bis zu seiner Wahl zum Bayreuther Oberbürgermeister im Jahre 2006 war Hohl als Rechtsanwalt in einer größeren Bayreuther Kanzlei mit den Schwerpunkten Wirtschafts-, Bank- und Erbrecht tätig. Hohl engagierte sich in dieser Zeit ehrenamtlich in berufsständischen Organisationen. Er war Vorsitzender des Bayreuther Anwaltsvereins und Vorstandsmitglied sowie von 2002 bis 2006 Präsident der Rechtsanwaltskammer Bamberg.
2003 wurde er in den Bezirkstag von Oberfranken gewählt, die Wiederwahl erfolgte im Jahr 2008. Seine Fraktion wählte ihn in seiner 2. Amtszeit zu ihrem Vorsitzenden. Am 26. März 2006 wurde Michael Hohl zum Oberbürgermeister der Stadt Bayreuth gewählt. Bei der OB-Wahl am 11. März 2012 erhielt Hohl im ersten Wahlgang 43,6 % der Stimmen und musste, als erster Bayreuther Oberbürgermeister in der Nachkriegsgeschichte, in eine Stichwahl. Seine Gegenkandidatin Brigitte Merk-Erbe (Bayreuther Gemeinschaft), die im ersten Wahlgang 38,3 % erhalten hatte und dann auch von der SPD wie auch den Grünen unterstützt wurde, gewann am 25. März 2012 die Stichwahl und löste Hohl am 1. Mai 2012 als Oberbürgermeisterin von Bayreuth ab. Hohl war in seiner Amtszeit als Oberbürgermeister Geschäftsführer der Richard-Wagner-Stiftung Bayreuth, Mitglied der Gesellschafterversammlung und des Verwaltungsrats der Bayreuther Festspiele GmbH und Vorstandsvorsitzender der Richard-Wagner-Stipendienstiftung.
Nach der Abwahl als Oberbürgermeister von Bayreuth plante er einen Rückzug aus der Politik und strebte eine Wirtschaftskarriere an. Mittlerweile zeigt er verstärkt politische Aktivitäten (Kandidatur als Stadtrat, Kandidatur als Landtagsabgeordneter).
Michael Hohl ist seit 1988 mit der Verwaltungsrichterin Hannelore Hohl, geb. Kerl, verheiratet und hat zwei Kinder.

## Aufgaben und Aktivitäten
- In seiner Amtszeit hat Hohl ein Jugendparlament eingerichtet und regelmäßige Kindersprechstunden eingeführt.
- Erstmals 2010 gab es in Bayreuth eine mobile Bürgerversammlung, bei der der OB gemeinsam mit Bürgern der Stadt per Rad unterwegs war.
- Durch die im November 2009 auf Initiative von Hohl gegründete Bayreuth Marketing und Tourismus GmbH will Bayreuth im Wettbewerb der Städte um Menschen und Unternehmen neue und stärkere Impulse setzen.
- Im Jahr 2009 konnte sich die Stadt Bayreuth nach zwei vergeblichen Anläufen in der Vergangenheit im Wettbewerb um die Landesgartenschau 2016 behaupten.

## Ämter und Funktionen
- Vorsitzender des Stadtrats und der städtischen Ausschüsse sowie der Aufsichtsratsgremien der städtischen GmbHs (beendet)
- Aufsichtsratsvorsitzender der Klinikum Bayreuth GmbH im Wechsel mit dem Landrat (beendet)
- Vorsitzender des Verwaltungsrats der Sparkasse Bayreuth im Wechsel mit dem Landrat (beendet)
- Verwaltungsrat der Anstalt für kommunale Datenverarbeitung AKDB, München (beendet)
- Bezirksvorsitzender der Gruppe der kreisfreien Städte Oberfrankens im Bayerischen Städtetag (beendet)
- Politischer Sprecher des Forums Kultur der Europäischen Metropolregion Nürnberg (beendet)
- Mitglied des Rates der Europäischen Metropolregion Nürnberg (beendet)
- Vorstand des Kreisverbandes des Volksbundes Kriegsgräberfürsorge e. V.
- Vorstandsvorsitzender der Stiftung für Bildungsförderung (beendet)
- Mitglied des Kuratoriums der BAT-Stiftung für Zukunftsfragen
- Vorstandsmitglied beim CSU-Bezirksverband Oberfranken
- Gründungsmitglied der Freunde des Bayreuther Osterfestivals e. V. (beendet)[4]